# سوسیس کراکوف
کراکوفسکا (‎/krəˈkɒvskə/‎ krə-KOV-skə) یا سوسیس کراکوف نوعی سوسیس لهستانی (کالباس (اروپای شرقی)) است که معمولاً به شکل برش سرد استفاده می‌شود. نام این سوسیس از شهر کراکوف (پایتخت قرون وسطایی مشترک‌المنافع لهستان–لیتوانی در اواخر قرن شانزدهم) گرفته شده‌است. این سوسیس از تکه‌های گوشت خوک با چاشنی فلفل، فلفل شیرین، تخم گشنیز و سیر که با استفاده از روده بسته‌بندی شده و دودی می‌شوند، تهیه می‌شود.

## نگارخانه

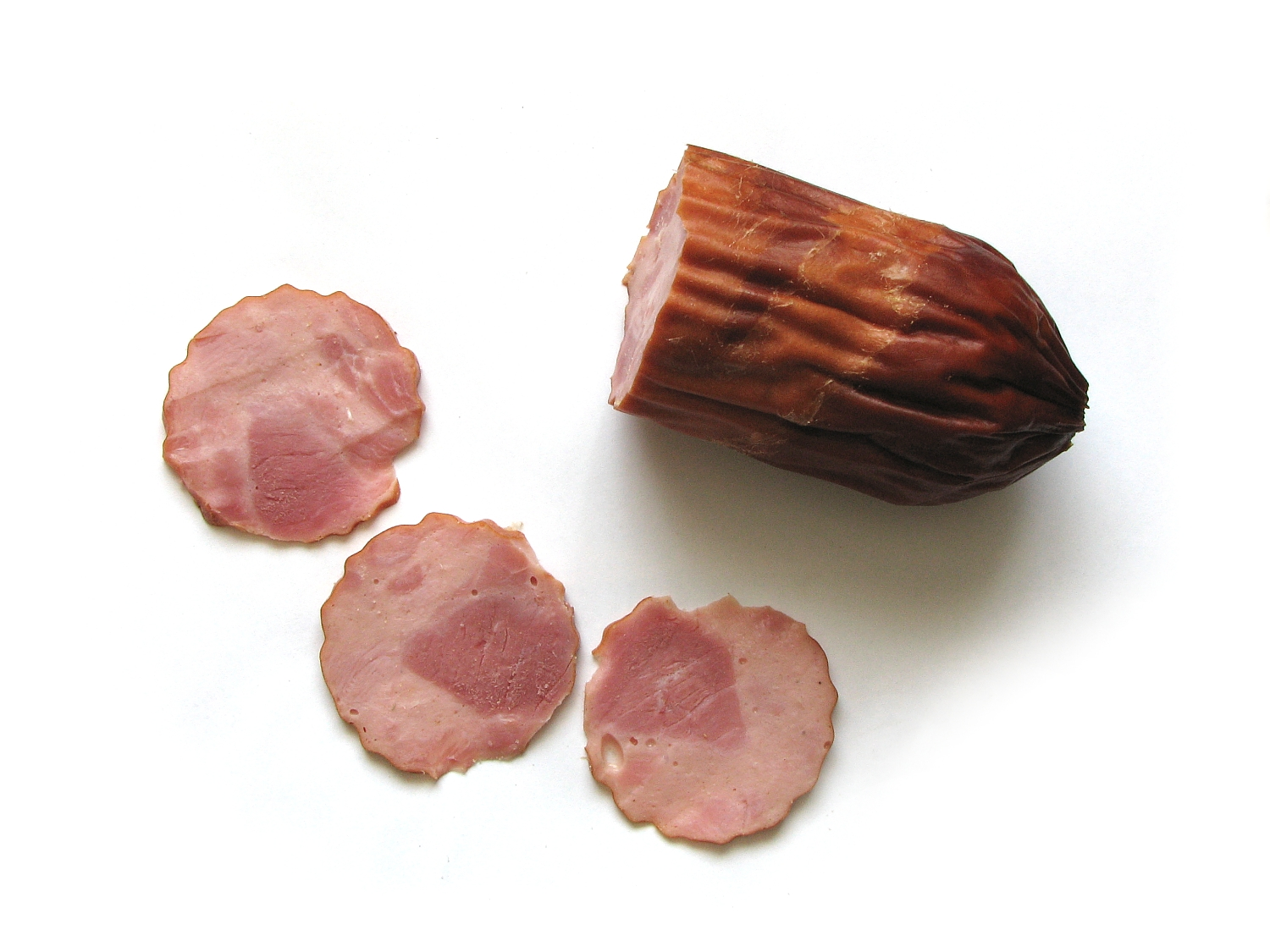
سوسیس لهستانی، کراکوفسکا